# Lélia
Lélia est un roman de George Sand paru en 1833 chez Henri Dupuy (Paris). Cette œuvre lyrique et symbolique fait partie des romans philosophiques et féministes de George Sand. Son personnage principal, Lélia, est une femme prématurément usée par la vie, en proie à des doutes métaphysiques. Poursuivie par les assiduités d'un jeune poète, Sténio, elle ne parvient pas à l'aimer et le pousse involontairement vers l'athéisme et le suicide. Le roman a fait scandale à sa parution. Une nouvelle édition remaniée et augmentée, rendant le récit moins désespéré, est parue en 1839 chez Félix Bonnaire (Paris).

## Résumé de la version de 1833
Dans sa première version parue en 1833, le roman est divisé en cinq parties. 
Première partie. La première partie commence par un échange épistolaire entre un jeune poète, Sténio, et une femme d'âge moyen, Lélia, dont on ne connaît ni les origines, ni l'histoire. Sténio est animé par un amour passionné pour Lélia, qu'il craint cependant et qu'il ne comprend pas, tant elle lui demeure mystérieuse. Lélia, malgré son âge, semble déjà revenue de tout. À certains moments, elle se montre froide, insensible, cynique et impie, tandis qu'à d'autres elle révèle une sensibilité très fine et une réelle capacité de compassion. Tantôt elle laisse espérer Sténio, tantôt elle le repousse, mais elle ne lui a jamais accordé ses faveurs et il ose à peine lui toucher la main. Bientôt, Sténio commence à apercevoir régulièrement Lélia en compagnie d'un homme d'âge mûr, Trenmor, qui lui inspire de la peur par son aspect pâle et encore plus insensible que Lélia ; le jeune poète ne dissimule pas sa jalousie. Lélia balaie cette jalousie comme hors de propos et raconte à Sténio, dans ses lettres, l'histoire de Trenmor, homme dont la vie et l'honneur ont été ruinés par la passion du jeu. Sténio et Trenmor font connaissance et la jalousie de Sténio s'apaise un peu. Lélia correspond également avec Trenmor, qui lui conseille d'épargner et d'aimer Sténio car elle risque de le tuer à force d'insensibilité. Lélia reste sceptique, mais lors d'une promenade avec Sténio elle le couvre de baisers avant de le repousser soudain, ce qui bouleverse le poète à la santé fragile. Quelque temps après, Lélia attrape le choléra. Le médecin supposé la soigner s'avère très sceptique sur le pouvoir de la médecine et conseille de ne rien faire. On convoque un prêtre, Magnus, qui s'avère avoir déjà vu plusieurs fois Lélia pendant ses prêches et en est fou amoureux. Il la confesse après de longues hésitations et part, persuadé que sa mort est inéluctable.

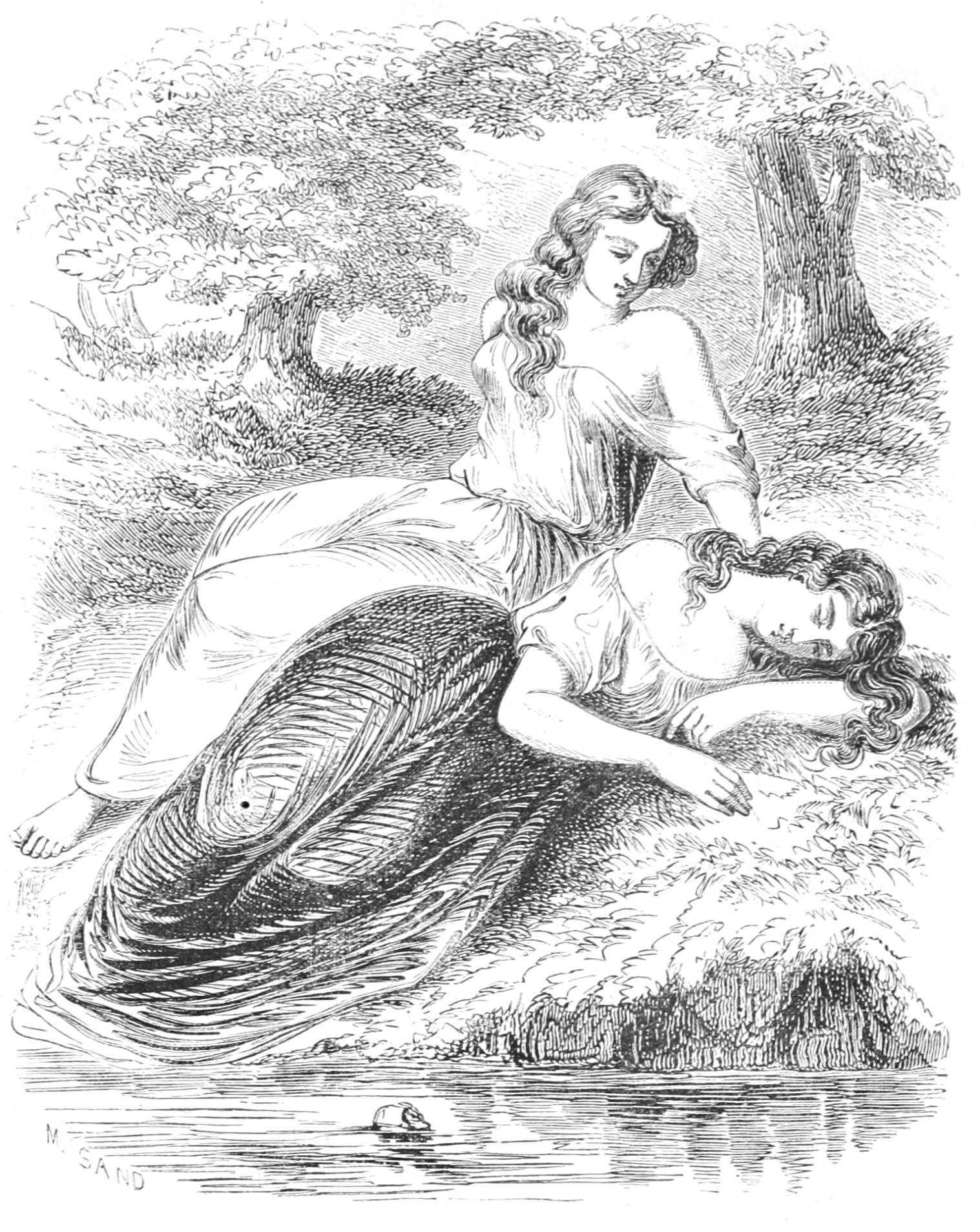
"Et je vous contemplai avec une singulière curiosité", illustration de Maurice Sand pour Lélia dans une réédition de 1867.

Deuxième partie. Sténio se promène dans les montagnes et y rencontre le prêtre Magnus, rendu fou par son amour impossible pour Lélia. Magnus est persuadé qu'elle est morte alors qu'elle a survécu. Sténio continue à correspondre avec Lélia. Ils ont d'amples discussions au sujet de Dieu et de l'avenir de l'humanité : Lélia développe une philosophie pessimiste selon laquelle l'humanité court à sa propre perte, tandis que Sténio défend l'idée d'un progrès possible et d'une Providence. Une promenade de Lélia et de Sténio dans les montagnes est l'occasion d'une conversation sur les mêmes sujets, où Sténio ne parvient pas à tirer Lélia de son scepticisme. Sténio finit par partir, laissant seule Lélia qui écrit à Trenmor : elle vit seule dans un chalet et tente de se consacrer à une vie solitaire, faite de réflexion et de sommeil. Mais son sommeil troublé et ses rêves pénibles finissent par la conduire à renoncer à la solitude. Elle regagne la ville de Monteverdor et prend part à une fête somptueuse donnée par le prince dei Bambucci et destinée à une élite de gens distingués et fortunés. Lélia participe à la fête avec recul et ironie. Elle y entend parler d'une courtisane qui rend tout le monde fou d'amour, la Zinzolina, qui n'est autre que sa sœur, Pulchérie. Bientôt, lassée par la fête, Lélia se retire à l'écart dans les jardins et se laisse aller à son ennui et à son désespoir. Pulchérie la trouve là et les deux sœurs conversent paisiblement. Elles ont passé plusieurs années sans se voir à cause du mépris que Lélia a témoigné à Pulchérie dans le passé à cause de son mode de vie. Lélia écoute à présent plus attentivement Pulchérie, qui lui fait l'éloge du choix d'une vie de plaisirs. Pulchérie lui révèle aussi qu'elle a ressenti du désir pour elle dans son adolescence. Lélia écoute tout cela sans se moquer de sa sœur, mais elle reste plongée dans la tristesse. 
Troisième partie. Lélia fait à Pulchérie le récit des années qu'elle a passées depuis qu'elles s'étaient vues pour la dernière fois. Elle est allée de désillusions en désillusions, tant sur les plans intellectuel que religieux et amoureux. Une passion amoureuse dévorante pour un homme l'a laissée sceptique sur l'amour à l'âge où elle aurait dû s'y livrer le plus volontiers. Après avoir erré sans but, elle a tenté de vivre une vie de réclusion dans les ruines d'une abbaye, où elle a été frappée par le spectacle du corps d'un moine conservé presque intact dans une posture de prière par le salpêtre et les herbes poussant dans le bâtiment. Elle est restée là plusieurs mois seule à méditer sur Dieu et à rechercher une forme de pureté. Mais sa résolution se fragilise peu à peu sous la poussée de ses envies. Lors d'une tempête qui ravage le monastère, elle se persuade que Dieu l'a chassée à cause d'un vœu de piété et de réclusion trop ambitieux qu'elle vient de graver sur un mur. Tandis que les ruines s'écroulent, elle s'apprête à se laisser écraser par la chute des pierres, lorsqu'un jeune prêtre la sauve : Magnus. Lélia a alors entretenu une relation ambiguë avec Magnus, en jouant avec ses sentiments : elle l'a rendu amoureux d'elle avant de l'obliger à réprimer ses sentiments en se montrant toujours très froide avec lui en apparence. Elle a alors fini par hésiter à l'aimer, mais s'en est abstenue grâce ou à cause de la maîtrise très ferme qu'elle avait acquise sur ses propres sentiments. Depuis, elle vit une vie vague, faite d'imagination et de caprices, mais ne ressent plus qu'un ennui profond et est devenue incapable d'aimer.

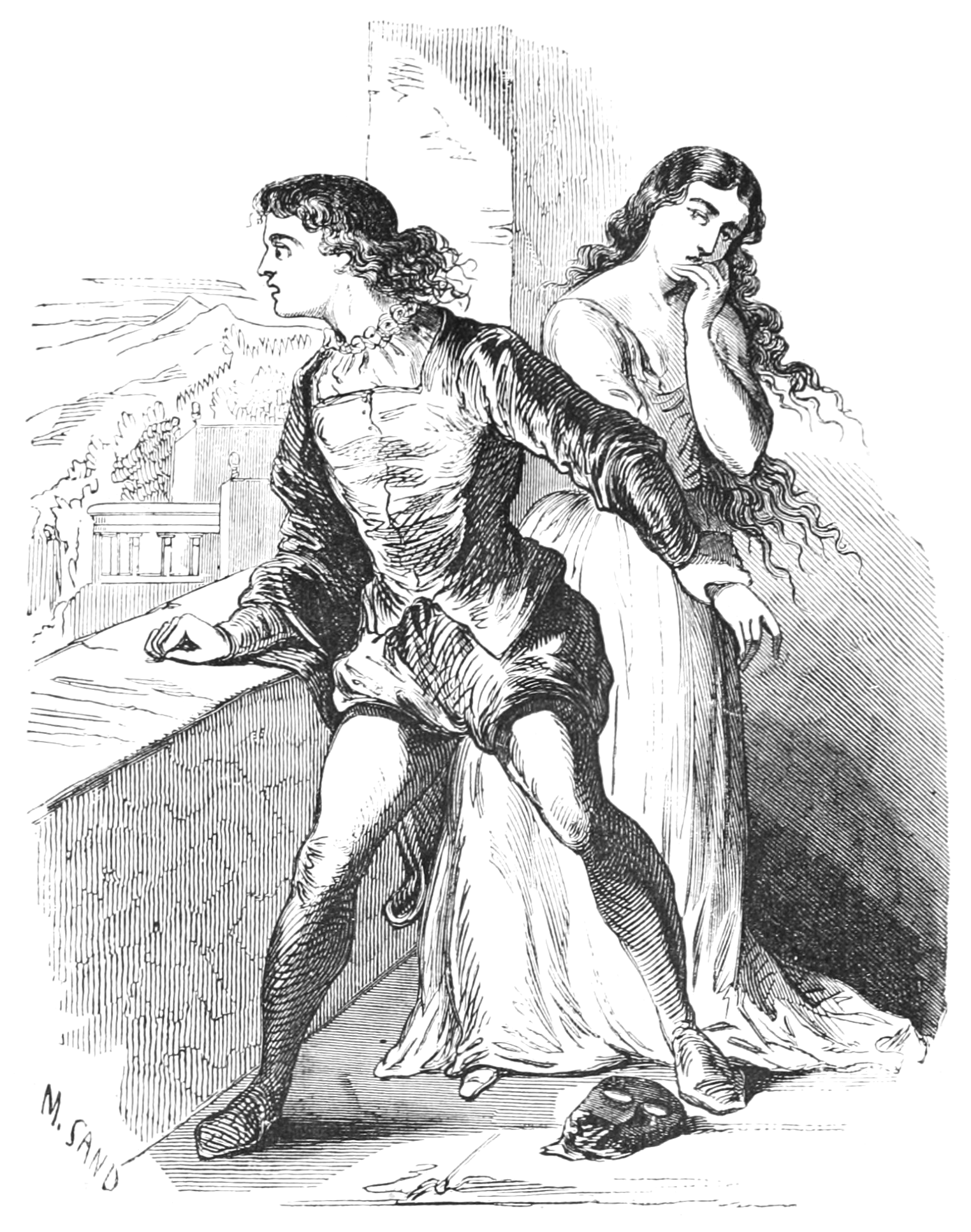
"Celle-ci est bien Lélia ! s'écria-t-il", illustration de Maurice Sand pour Lélia dans une réédition de 1867.

Quatrième partie. Pulchérie tente de consoler Lélia en la persuadant de tenter elle aussi une vie de plaisirs. Toutes deux revêtent le même domino bleu et se mêlent à la foule, mais Lélia ne supporte pas longtemps les avances des convives qu'elle juge vulgaires et puants. Pulchérie conduit alors Lélia jusque dans un pavillon du parc du prince dei Bambucci réservé aux couples d'amants masqués qui s'y retrouvent en toute discrétion : Lélia y retrouve le poète Sténio, prostré dans un coin. Sténio repousse Pulchérie, toujours fou d'amour pour Lélia. Lélia se montre alors et, comme sa sœur l'y a invitée, elle tente d'aimer Sténio. Mais elle ne peut se résoudre à répondre à ses avances lorsqu'il désire faire l'amour avec elle et elle le repousse. Sténio, dévasté par le chagrin, finit par voir revenir Lélia qui le console et cède cette fois à son désir. Tous deux passent une nuit d'amour enivrante. Mais au petit matin, alors qu'ils se promènent près d'un cours d'eau sur lequel passent des gondoles, Sténio entend le chant d'une voix qui ne peut être que celle de Lélia. Il finit par s'apercevoir que Lélia l'a bien quitté et que Pulchérie s'est substitué à Lélia et que c'est avec Pulchérie qu'il a passé la nuit. Plein de rage et de dégoût, il s'enfuit. Sténio adresse alors une lettre de colère et de reproches à Lélia, qui s'explique dans sa réponse : elle ne l'a pas méprisé, elle s'est contentée de lui laisser assouvir ses désirs charnels auprès de quelqu'un qui puisse l'aimer, tandis qu'elle-même ne peut l'aimer que d'un amour pur et ne veut pas s'abaisser à partager sa couche. Sténio, désespéré et amer, adresse alors une dernière lettre à Lélia où il la hait et la maudit, et lui annonce qu'il va se vouer à une vie de plaisirs cyniques et débauchés.
Cinquième partie. Un étranger au visage à l'apparence austère se présente dans le palais de la Zinzolina : c'est Trenmor, qui vient s'enquérir de Sténio. Le jeune poète, méconnaissable, s'est livré à une vie d'orgies : il a épuisé son corps, désormais pâle et sans forces, et il a gaspillé les ressources de son esprit au point que son génie poétique n'est plus que l'ombre de ce qu'il était. Trenmor tente de tirer Sténio du palais où le poète est en butte à la rivalité des autres convives. La Zinzolina tente de le jeter dans les bras d'une jeune princesse, Claudia, la fille du prince dei Bambucchi, avec laquelle il doit avoir un rendez-vous. Sténio boit jusqu'à en perdre connaissance. Trenmor le traîne à l'extérieur. Le jeune poète, à son réveil, se rend au rendez-vous mais déploie une vertu austère face à Claudia à laquelle il fait la morale : Trenmor, ému, le félicite et croit le reconnaître tel qu'il était naguère, mais Sténio déclare aussitôt qu'il ne croyait pas  à ses propres bonnes paroles. Trenmor emmène Sténio voyager parmi les paysages sauvages, mais Sténio est exsangue. Trenmor finit par le conduire jusqu'à un monastère tenu par des Camaldules. Ils y retrouvent Magnus, qui semble revenu à la raison mais a prématurément vieilli. Sténio provoque Magnus par son scepticisme et sa conviction que le prêtre n'a fait que fuir son désir pour Lélia et non pas le vaincre avec l'aide de Dieu, comme il en donne l'apparence. Trenmor tente de calmer Sténio et de lui redonner espoir. Il doit repartir pour un temps, mais arrache au poète la promesse de rester au monastère jusqu'à son retour. 
En l'absence de Trenmor, Sténio semble pouvoir revenir vers la vie. Mais, la veille du retour de Trenmor, vers le soir, Sténio, assis au bord d'un ravin au fond duquel s'étend un lac, force Magnus à lui révéler s'il a réellement vaincu son désir pour Lélia. Le prêtre finit par avouer qu'il n'a effectivement fait que fuir. Sténio prononce alors une longue diatribe plaintive, en ses derniers élans poétiques et philosophiques : il évoque la figure de Don Juan, dont l'histoire l'a trompé en lui faisant miroiter la possibilité d'une vie de séducteur et de plaisirs dans laquelle il a échoué. Sténio finit par congédier le prêtre, qui retourne dans sa cellule. Poursuivi par des cauchemars, Magnus ne ferme pas l'œil de la nuit. Au matin, de retour sur la rive du lac, il trouve dans le sable une inscription de Sténio et des traces de pas montrant que le poète s'est suicidé pendant la nuit : le cadavre du noyé repose désormais dans le lac. Des bergers ramènent au monastère Sténio mort et Magnus hébété. Ce dernier subit les reproches de son supérieur. Dans l'intervalle, Trenmor, accompagné de Lélia, est en chemin vers le monastère, mais un accident de leur voiture à cheval blesse grièvement Trenmor, qui reste en arrière mais envoie Lélia retrouver Sténio au plus vite. Lélia arrive trop tard. Le soir, elle se recueille sur le cadavre de Sténio en monologuant : elle lui pardonne ses malédictions et tente de s'expliquer auprès de l'âme du mort. Magnus, qui se trouve non loin de là, la dévore des yeux et finit par l'aborder. Lélia le sermonne sur le fait qu'il a voulu être prêtre sans en avoir la force, mais que son état de déréliction est tel qu'il trouvera bientôt le repos dans la mort. Magnus, redevenu fou de désir, étrangle Lélia, puis s'enfuit en hurlant quand il comprend son crime. Sténio est enterré en dehors de la terre sacrée car le suicide est une faute grave dans la religion catholique, tandis que Lélia est enterrée sur la rive opposée. Trenmor arrive peu après et médite tristement près des deux tombes, dont émergent la nuit des lueurs qui semblent se réunir jusqu'au lever du soleil. Resté seul, Trenmor reprend tristement son errance.

## Résumé de la version de 1839

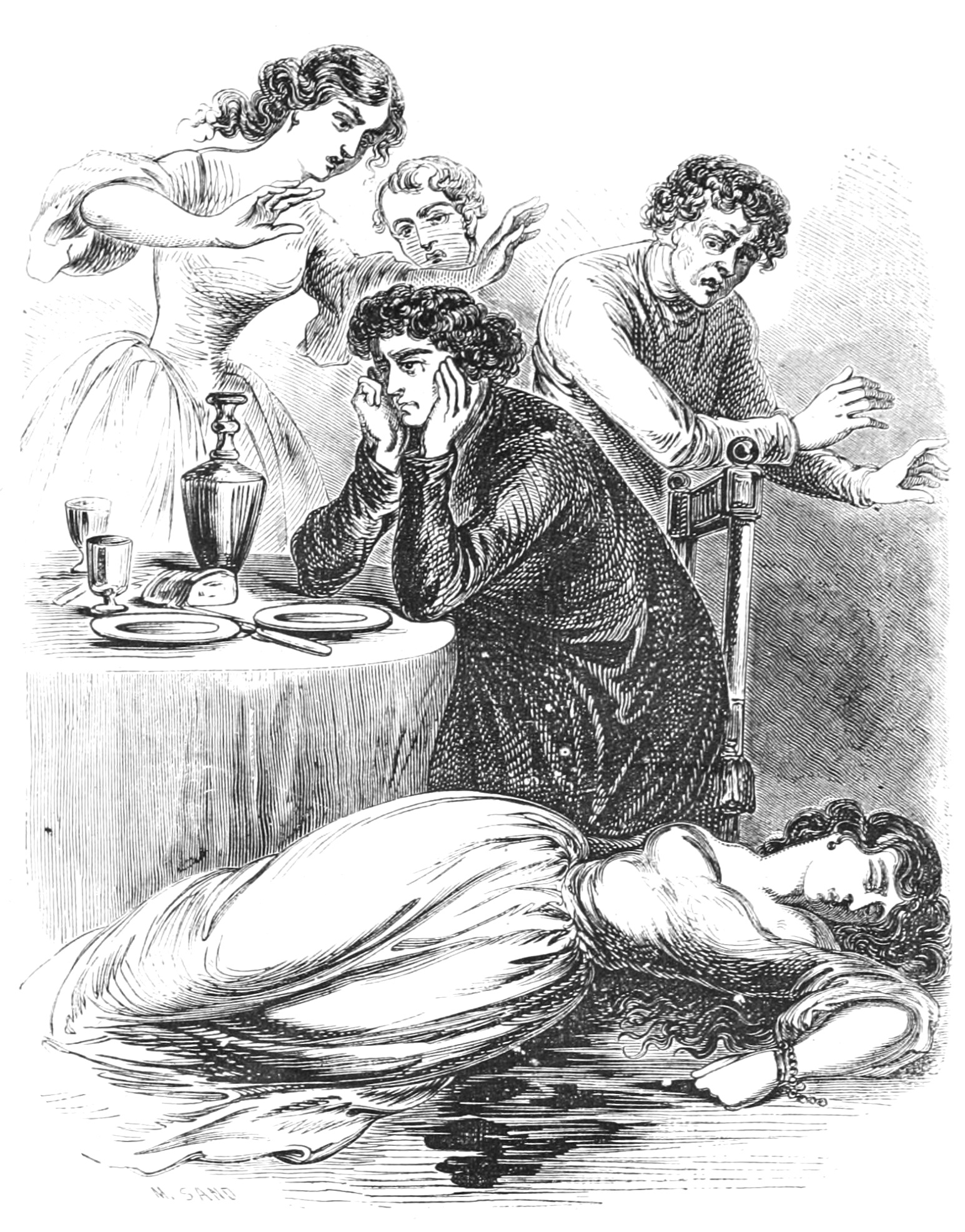
Trenmor après le meurtre de la Mantovana. Dessin de Maurice Sand dans une réédition de 1867.

La version remaniée publiée en 1839 commence de la même façon que celle de 1833. L'histoire personnelle de Trenmor a été modifiée : c'est un ancien homme d'action, il n'a pas la passion du jeu et son séjour au bagne est dû au meurtre de sa maîtresse, la Mantovana. Trenmor apparaît par la suite comme un repenti très croyant. Les circonstances de la vie de Lélia sont un peu précisées : elle est d'origine espagnole. Un passage ajouté dans la première partie relate une rencontre de Sténio avec un de ses amis, Edméo, qui a remis à Lélia une lettre de la part de Valmarina. Le récit se poursuit sans grand changement dans la deuxième partie. Dans la troisième partie, le récit de Lélia relatant son passé contient des interrogations moins osées dans leur remise en question de la religion et de la morale. La quatrième partie a été modifiée et augmentée : on y voit Lélia s'entretenir avec Valmarina, de vive voix et par lettre, pendant ses doutes métaphysiques. Lélia se rend alors au monastère des Camaldules. 
Dans la cinquième partie, Trenmor tire Sténio d'une vie d'orgies (comme il le faisait dans la version de 1833), mais il l'emmène non pas directement aux Camaldules mais chez Valmarina, où Sténo assiste à une réunion de conjurés révolutionnaires que Valmarina dirige. Sténio se joint au groupe, où il retrouve Edméo. Un peu plus tard, Sténio retrouve Trenmor dont la tête est mise à prix et veut lui venir en aide, mais l'homme lui confie qu'il dispose d'un abri où se cacher non loin de là. Tous deux se rendent aux Camaldules, où ils retrouvent Magnus que Sténio provoque comme dans la version de 1833. Sténio, en proie au doute, quitte le monastère et retrouve Pulchérie, laquelle lui apprend que Lélia est morte : il feint d'en douter mais son esprit en est affecté. Sténio s'apaise un peu et retrouve l'inspiration. Pulchérie lui apprend que la fille du prince dei Bambucchi, Claudia, s'est retirée aux Camaldules après son entrevue avec Sténio pendant l'ordi chez Pulchérie. Sténio a la fantaisie de se déguiser en femme pour s'introduire auprès de Claudia. Mais en allant la trouver, il croit voir Lélia, prend peur et s'enfuit. Il se réfugie au matin chez Magnus, lequel est aussi persuadé que Lélia est morte ; Trenmor, qui les rencontre, leur reproche leur façon de parler d'elle, mais ne parvient pas à les détromper. La santé mentale de Sténio se fragilise. Quelque temps après, Trenmor et Trenmor assistent à l'intronisation d'une novice aux Camaldules : ils reconnaissent avec stupéfaction Lélia qui a repris foi en Dieu, et Sténio s'évanouit. 
Commence alors une sixième partie entièrement nouvelle. À la mort de l'abbesse des Camaldules, Lélia devient l'abbesse du couvent sous le nom d'Anunziata avec l'aide d'un cardinal avec lequel elle correspond. Lélia écrit à Trenmor et à Pulchérie : elle semble avoir trouvé la paix de l'esprit. Sténio est parti dans le Nord, a replongé dans une vie de plaisirs et a réussi à s'enrichir. Lorsqu'il revient dans son pays près des Camaldules, il est frappé par le changement opéré par les religieux du monastère et par l'abbesse Lélia. Il retrouve Pulchérie tout aussi religieuse et se moque d'elle. Enragé et moqueur devant ces changements, Sténio se déguise en femme et s'introduit dans le couvent pour y provoquer Lélia avec des paroles pleines de doute et de cynisme. Lélia répond en condamnant le mode de vie de Sténio ainsi que la figure de Don Juan dont il se réclame. Sténio, réfuté, s'échappe discrètement. Il reste déterminé à mettre Lélia en échec. Il finit par parvenir à s'introduire dans sa cellule. Une longue conversation avec Lélia le trouble et il repart. Durant les mois suivants, Sténio est gagné par la tristesse et il finit par se suicider. Lélia se recueille près de son corps, observée par Magnus, qui l'aborde. Elle fustige ses désirs coupables et le persuade de rendre les derniers honneurs à Sténio. Quelque temps après, le cardinal ami de Lélia devient fou et meurt. L'Inquisition accuse l'abbesse Lélia d'avoir entretenu une relation avec le cardinal défunt et un scandale éclate. Lélia découvre que l'homme qui a orchestré la cabale n'est autre que Magnus. Déchue de son poste, Lélia est reléguée dans une chartreuse. Après une dernière conversation philosophique et mystique avec Trenmor, Lélia meurt et est enterrée en face de Sténio. Trenmor reprend son errance.

## Élaboration du roman

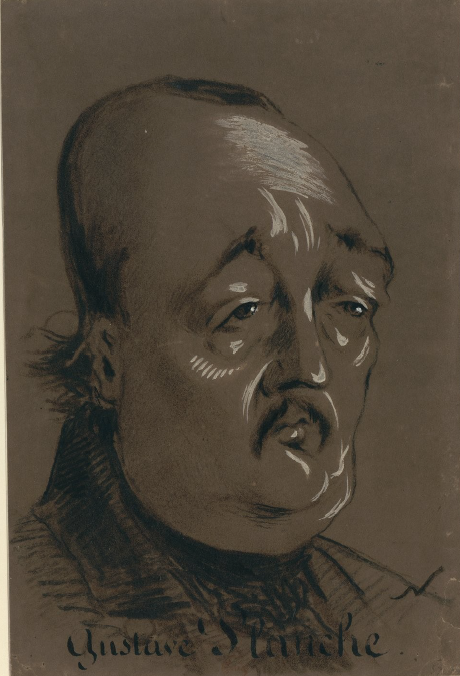
Gustave Planche caricaturé par Nadar dans les années 1850. Bibliothèque nationale de France.

La première idée de Lélia apparaît dans une nouvelle écrite par George Sand quelque part entre octobre et décembre 1832 et destinée à la Revue des deux Mondes où elle est en contact avec François Buloz. Le texte de la nouvelle n'a pas été conservé, mais on sait par la correspondance de Sand qu'elle s'intitulait Trenmor, qu'elle donnait le rôle principal au personnage du joueur repenti, et que Lélia et Sténio semblaient y apparaître déjà, mais apparemment pas Magnus. Buloz refuse la nouvelle, comme en témoigne une lettre de son ami Gustave Planche le 18 décembre 1832 qui contient aussi tout ce que l'on sait sur ce texte. Il est un temps question de reporter la publication éventuelle de Trenmor après celle d'une autre nouvelle non encore écrite par Sand. Finalement, dès la fin décembre 1832, Sand décide de remanier la nouvelle pour en faire un roman où Lélia et Sténio tiennent les rôles principaux, roman qu'elle veut publier ailleurs : elle passe alors un contrat avec l'éditeur Dupuy début janvier 1833. 
Les étapes de la conception et de la rédaction du roman ne sont pas connues en détail. Il semble que George Sand ait discuté plusieurs fois de ses idées avec son ami Gustave Planche. En mars 1833, elle lit un chapitre à son ami l'écrivain et critique littéraire Sainte-Beuve, qui lui écrit le lendemain un avis très favorable avec quelques réserves. Le manuscrit du premier volume semble avoir été écrit rapidement en février 1833, après quoi le second volume prend davantage de temps et n'est terminé que courant juin 1833. C'est pour George Sand une période compliquée et orageuse : ses relations avec son mari se sont dégradées, sa vie sentimentale se porte mal, et sa correspondance montre un état d'esprit des plus sombres. Un extrait de Lélia paraît dans la Revue des deux Mondes le 15 mai 1833 (lire), avec une introduction qu'on pense être de la main de Gustave Planche. Le livre proprement dit paraît chez Dupuy en deux volumes le 31 juillet 1833.

## Accueil critique de la version de 1833
Dès sa parution, le roman suscite des réactions extrêmement tranchées, la plupart violemment négatives. Seuls quelques critiques écrivent des articles favorables au roman. L'article de la Revue de Paris le 15 août 1833 met en avant l'originalité formelle du livre : « Est-ce un roman ? n'est-ce pas plutôt un poème ? Est-ce ce qu'on appelle un roman psychologique ? Que de passion alors dans cette rêverie ! Que de passion dans ce style ! Si c'est un roman, c'est un beau roman, tour à tour idéal et sensuel ; si c'est un poème, c'est un beau poème, tour à tour infernal et céleste. » L'article évoque plus loin une « œuvre toute byronienne » et assure que « le succès littéraire de Lélia n'est pas douteux ». Gustave Planche, ami de George Sand, consacre au roman un long article réflexif dans la Revue des deux Mondes le 15 août 1833 et insiste sur l'aspect intellectuel du roman, qui, selon lui, met en scène moins des personnages que des types : « Lélia n'est pas le récit ingénieux d'une aventure ou le développement dramatique d'une passion. C'est la pensée du siècle sur lui-même, c'est la plainte d'une société à l'agonie qui, après avoir nié Dieu et la vérité, après avoir déserté les églises et les écoles, se prend au cœur et lui dit que ses rêves sont des folies. » Plus circonspect, un article paru dans le Journal général de la littérature française affirme : « Cette publication n'est pas un roman proprement dit. Elle n'en a que la forme. (...) C'est un traité de philosophie et de morale toute particulière, déguisée sous des formes agréables », tout en reconnaissant l'originalité du livre qui est « en dehors de tout ce qui a été publié ici dans ce genre ». 

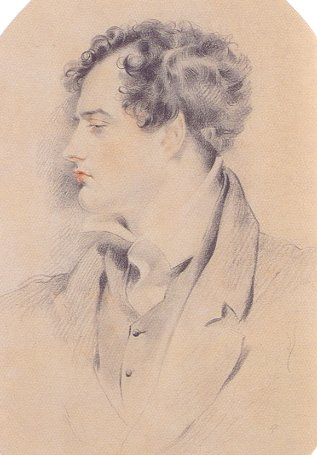
Byron par George Harlow, dessin, vers 1816. Lélia a rappelé à plusieurs lecteurs les œuvres du poète britannique.

Le fameux critique littéraire Sainte-Beuve attend fin septembre pour formuler dans Le National du 29 septembre 1833 un avis nuancé, mais assez favorable, sur le roman, ce qui constitue un soutien important pour George Sand. Il commence son article par une longue introduction où il met en évidence la multiplication des romancières (chose encore rare à son époque) et leur attachement à dénoncer l'injustice de la condition sociale des femmes, ce qui lui paraît une excellente chose, non pas qu'il pense les femmes capables d'égaler les hommes par leur talent littéraire (« le sexe en masse ne deviendra jamais auteur, nous l'espérons bien »), mais parce qu'il pense que de tels livres peuvent faire progresser la société vers un monde où « la femme aura à se pourvoir de moins de culte et de plus d'estime ». Il salue ensuite George Sand comme « la plus éloquente, la plus hardie, la première de bien loin pour le talent » parmi ces auteures et met en avant « l'esprit de révolte contre la société » qui transparaissait déjà dans Indiana et dans Valentine mais éclate « avec toute son énergie et sa plénitude dans Lélia, œuvre lyrique et philosophique ». Abordant ensuite le problème de la moralité du roman, il lui reproche de ne pas aboutir à « une solution moralement heureuse » car « le souffle général du livre est un souffle de colère ; et l'on n'a pour se délasser, que le stoïcisme glacé de Trenmor ». Cela explique selon lui l'accueil fait au roman : « une œuvre si pleine de puissance et souvent de grâce, mais où ne circule aucun zéphyr mûrissant, a paru extraordinaire plutôt que belle, et a effrayé plutôt que charmé ceux qui admirent sur la foi de leur cœur. » Il reproche également à Sand de ne pas avoir assez respecté la vraisemblance et de s'être trop rapprochée de Byron en donnant plus dans la poésie et le symbole que dans un enchaînement de scènes méticuleusement crédibles (il critique notamment le fait que Trenmor a été condamné à des années de bagne pour une simple arnaque ainsi que la scène où Lélia, malade du choléra, arrive encore à discuter). Il reconnaît cependant que « ce mélange de réel et d'impossible » est « presque inévitable dans un roman-poème ». Il admire aussi la « rare faculté de style » et la « source variée de développements » que déploie le livre. Sa conclusion reste globalement favorable : « Lélia, avec ses défauts et ses excès, est un livre qui méritait grandement d'être osé. Si la rumeur du moment lui semble contraire, la violence même de cette rumeur prouve assez pour l'audace de l'entreprise. ». Il se dit cependant plus favorable à de futurs ouvrages au ton plus apaisé, comme la nouvelle Lavinia.
En dépit de ces quelques soutiens, l'accueil réservé à Lélia en 1833 est dans l'ensemble violemment défavorable. Dans La France littéraire, Alfred Des Essarts formule de nombreuses critiques et conclut : « ce livre me semble dangereux, non parce qu'il ruine quelques idées modernes existantes et gouvernantes (que signifie notre système du jour ?), mais parce qu'il ne prépare rien. » L'une des critiques les plus violentes paraît dans L'Europe littéraire des 9 et 22 août 1833 sous la plume de Capo de Feuillide, qui consacre quatre pages à un compte-rendu incendiaire fondé sur un résumé distordant intrigue et personnages avec mauvaise foi. Selon lui, Lélia est un livre ridicule qu'il place dans la lignée du Obermann de Senancour, mais aussi un livre « sentant la boue et la prostitution ». Il conseille notamment : « Le jour où vous ouvrirez Lélia, renfermez-vous dans votre cabinet pour ne contaminer personne. Si vous avez une fille dont vous voulez que l'âme reste vierge, et naïve, envoyez-la jouer aux champs. » L'article entraîne même Gustave Planche à provoquer en duel Capo de Feuillide, ce qui fait encore couler davantage d'encre au sujet du roman.
On connaît l'avis de plusieurs écrivains contemporains de Sand sur Lélia. George Sand fait parvenir un exemplaire du livre à Chateaubriand en lui demandant son avis : l'écrivain lui répond en lui faisant part « d'une admiration que la lecture de Lélia a prodigieusement accrue » et ajoute : « Vous vivrez, madame, et vous serez le Lord Byron de la France. » Alfred de Musset apprécie également beaucoup le roman : « Il y a, dans Lélia, des vingtaines de pages qui vont droit au cœur, franchement, vigoureusement, tout aussi belles que celles de René ou de Lara. Vous voilà George Sand ; autrement, vous eussiez été madame une telle, faisant des livres. » Parmi les adversaires de Lélia figure l'écrivain contre-révolutionnaire Pierre-Simon Ballanche, dont la correspondance avec Mme d'Hautefeuille montre la détestation envers le roman de Sand, auquel il reproche une pensée proche du saint-simonisme et des nouvelles pensées sociales qu'il exècre. Barbey d'Aurévilly juge le roman « mauvais de tout point quant à l’idée […] Sténio est un imbécile, Magnus un fou sans grandeur, Pulchérie une putain sans verve et Lélia une impossibilité. »
L'Église catholique considère le roman comme une lecture pernicieuse : Lélia est mis à l'Index.
Le scandale fait vendre : Lélia est paru chez Dupuy le 31 juillet 1833 en deux volumes imprimés à 1500 exemplaires, ce qui est un gros tirage pour l'époque. Or, dès le 10 août, Dupuy réalise un deuxième tirage (appelé « deuxième édition ») à 500 exemplaires. Les adversaires de Lélia ne peuvent ignorer ce succès commercial : ils affirment alors qu'il ne s'agit que d'un effet de mode et que Lélia sera vite oublié. « L’ère de Mme Sand touche à sa fin », écrit Ballanche à Mme d'Hautefeuille en 1836, dix ans avant La Mare au diable.

## Accueil critique de la version de 1839

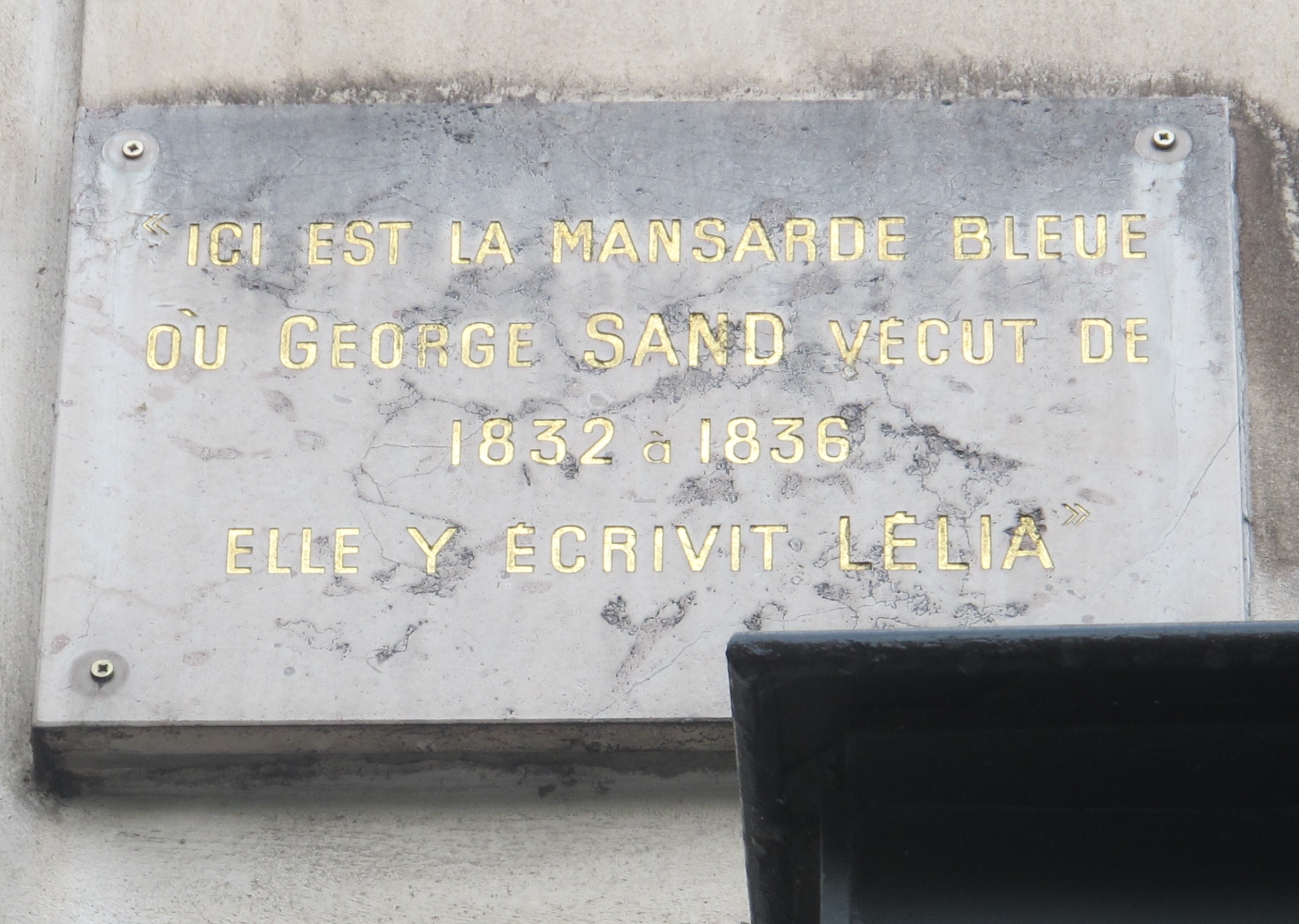
Plaque au 19 quai Malaquais, où George Sand écrivit Lélia.

En 1839, la seconde version de Lélia n'obtient pas du tout le même succès : elle est imprimée à 1500 exemplaires et, fin avril 1842, moins de 500 ont été vendus.

## Analyse
Plusieurs aspects du roman sont à l'origine des réactions virulentes suscitées par sa première parution en 1833. Le personnage de Lélia est particulièrement choquant pour l'époque, car il s'agit d'une jeune femme sans attaches (elle ne semble avoir ni parents, ni mari, ni famille en dehors de sa sœur), qui parle avec intelligence, éloquence et avec une grande liberté de ses questionnements philosophiques et moraux, de ses doutes en matière de religion, et aussi de son insatisfaction sexuelle, qu'elle évoque par l'intermédiaire de plusieurs euphémismes (manque de puissance, paralysie corporelle, froideur, dérèglement généralisé), ce qu'on appellerait aujourd'hui la frigidité. Or, c'est aussi un moyen de critiquer l'égoïsme des hommes en matière de sexualité. La question de l'insatisfaction sexuelle, qui n'est pas centrale dans le roman, attire une attention disproportionnée de la part de la critique. Un autre aspect clivant dans Lélia est l'influence visible qu'ont exercée sur Sand les idées progressistes comme celles de Saint-Simon.
Dans la première partie du roman, Lélia attrape le choléra. Il s'agit d'une allusion à une épidémie de choléra réelle survenue à Paris en 1832, peu avant l'écriture du roman.
Dans Lélia, George Sand dénonce, entre autres, le mythe de Don Juan, qu'elle considère comme un « courtisan effronté » prônant le machisme[réf. nécessaire].

## Postérité

### Histoire éditoriale après la mort de Sand
Le roman Lélia est réédité chez Garnier après la Deuxième Guerre mondiale, mais il est épuisé à partir de 1974 et n'est pas réimprimé à l'occasion du centenaire de la mort de Sand en 1976. Le roman est édité dans une édition critique en 1960 par Pierre Reboul, qui présente le texte de la version de 1833 ainsi que les chapitres modifiés ou ajoutés en 1839. Cette édition est légèrement mise à jour en 1985 et réimprimée à l'identique pour le bicentenaire de la naissance de Sand en 2004. Dans l'intervalle, cette édition a suscité des critiques en raison de son parti pris défavorable et sexiste vis-à-vis de Sand dans son introduction et ses notes. En 1987-1988, une nouvelle édition critique réalisée par Béatrice Didier paraît en deux tomes aux éditions de l'Aurore, dans une collection d'œuvres complètes de Sand dirigée par Jean Courrier ; elle adopte le texte de l'édition de 1839.

### Représentations dans les arts
Eugène Delacroix, grand ami de l'autrice, lui offrit un pastel représentant Lélia devenue abbesse pleurant sur le corps du poète Sténio (coll. Musée de la vie romantique, Paris).

#### Éditions du roman
- Édition de 1833 : George Sand, Lélia, 2 tomes, H. Dupuy (Paris), 1833 (présentation en ligne). [Tome 1] [Tome 2]
- Édition postérieure à 1839 : George Sand, Lélia, 2 tomes, Calmann Lévy (Paris), 1881. [lire en ligne - 2 tomes accolés].
- Lélia a paru, partiellement, dans la Revue des deux Mondes, livraisons des 15 mai 1833 (fragments), 15 juillet et 1er décembre 1836 et 15 juillet 1839.
- Liste des éditions : Georges Vicaire (préf. Maurice Tourneux), Manuel de l'amateur de livres du XIXe siècle, 1801-1893 : éditions originales, ouvrages et périodiques illustrés, romantiques, réimpressions critiques de textes anciens ou classiques, bibliothèques et collections diverses, publications des sociétés de bibliophiles de Paris et des départements, curiosités bibliographiques, etc., t. VII (SA-ZU), Paris, A. Rouquette, 1910 (présentation en ligne, lire en ligne), p. 198-199
- Lélia, édition de Pierre Reboul, Paris, Garnier, coll. "Classiques Garnier", 1960, mise à jour en 1985, réimprimée en poche chez Gallimard dans la coll. Folio classique, 2004 (édition consultée pour l'article : Gallimard coll. Folio).

#### Études savantes
- Claire Pailler, « Des mythes au féminin. Don Juan au Costa Rica », dans la revue Caravelle, n°76-77 « Hommage à Georges Baudot », 2001, p. 537-547.
- Isabelle Naginski, « Lélia, ou l’héroïne impossible », Études littéraires, 2003, n°352-3, p. 87–106. [lire en ligne]
- Isabelle Hoog Naginski, George Sand mythographe, Clermont-Ferrand, Presses universitaires de Blaise Pascal, coll. "Cahiers romantiques" n°13, 2007  (ISBN 978-2-84516-358-4),  (ISSN 1264-5702). Les deux premiers chapitre sont consacrés à la réécriture au féminin du mythe de Prométhée dans Lélia.
- Georges Lubin, « Dossier George Sand », article dans la revue Romantisme, 1976, n°11 « Au-delà du visible », p. 86-93. [lire en ligne]
- Anna Rosa Poli, « Lélia de George Sand dans les rapports de la congrégation de l’Index », dans Luc Fraisse (dir.), L’Histoire littéraire : ses méthodes et ses résultats. Mélanges offerts à Madeleine Bertaud, Genève, Librairie Droz, collection « Histoire des idées et critique littéraire » n° 389, 2001, p. 773‑785.